# 2037 Bomber
2037 Bomber è il nome non ufficiale dato al bombardiere strategico di grandi dimensioni impostato dall'United States Air Force in previsione delle proprie esigenze future.

## Sviluppo
Con la fine dello produzione del B-2 Spirit nei primi anni novanta, l'aeronautica militare statunitense si è trovata ad avere un vuoto temporale tra i successivi sviluppi di bombardieri. Un nuovo aereo di questo tipo sarà necessario entro il 2037, in tempo per subentrare alla flotta di B-52 e B-1 Lancer, secondo quanto indicato nel documento Air Force's Bomber Roadmap, pubblicato nel 1999. Il lasso di tempo è stato considerato troppo lungo da attendere senza attività di sviluppo in parallelo, e ciò ha portato al requisito per il Next-Generation Bomber, una soluzione intermedia da avviare alla produzione negli anni trenta del 2000. Il varo di quest'ultimo progetto, ha fatto sì che il requisito per l'aereo del 2037 fosse focalizzato principalmente su di un progetto di grandi dimensioni, lasciando al New Generation Bomber il ruolo di bombardiere medio.

## Caratteristiche tecniche di requisito
- Velocità supersonica
- Possibilità di trasporto di armi nucleari
- Preferibile configurazione pilotata da remoto